# معزوب الحمضي (الرضمة)

تعديل مصدري - تعديل

معزوب الحمضي محلة تابعة لقرية قرعد، التابعة لعزلة كحلان بمديرية الرضمة إحدى مديريات محافظة إب في الجمهورية اليمنية.، بلغ تعداد سكانها 100 حسب تعداد اليمن لعام 2004.